# Смит, Джорджа
Джорджа Смит (англ. Jorja Smith) — британская певица, автор и исполнитель. Номинант и лауреат нескольких музыкальных премий.
В 2019 году получила номинацию на премию Грэмми в категории Лучшему новому исполнителю (Grammy Awards)

## Биография
Родилась 11 июня 1997 года в г. Уолсолл в графстве Уэст-Мидлендс (Великобритания), отец из Ямайки, а мать англичанка.
Смит с детства слушала музыку таких стилей,  как регги, панк, хип-хоп и R&B, а первую свою песню написала, когда ей было 11 лет. Сильное влияние на неё оказал дебютный студийный альбом британской певицы Эми Уайнхаус (Frank).
В декабре 2018 года было анонсировано, что Смит получит награду Brit Critics' Choice Award. Она первый независимый исполнитель, номинированный на эту награду и выигравшая её.

## Дискография
Дискография Джорджи Смит включает, в том числе, следующие релизы:

### Студийные альбомы
| Название          | Детали                                                                                                | Высшая позиция | Высшая позиция | Высшая позиция | Высшая позиция | Высшая позиция | Высшая позиция | Высшая позиция | Высшая позиция | Высшая позиция | Высшая позиция | Продажи                                     | Сертификации                 |
| Название          | Детали                                                                                                | UK             | UK R&B         | AUS            | BEL (FL)       | FRA            | IRE            | NLD            | NZ             | SCO            | US             | Продажи                                     | Сертификации                 |
| ----------------- | --- | -------------- | -------------- | -------------- | -------------- | -------------- | -------------- | -------------- | -------------- | -------------- | -------------- | ------------------------------------------- | ---------------------------- |
| Lost & Found      | - Дата выхода: 8 June 2018 - Лейбл: FAMM - Формат: CD, LP, digital download, cassette, streaming      | 3              | 1              | 13             | 12             | 17             | 14             | 12             | 16             | 15             | 41             | - Великобритания: 41,983 (на сентябрь 2018) | - BPI: Gold - SNEP: Platinum |
| Falling or Flying | - Дата выхода: 29 сентября 2023 - Лейбл: FAMM - Формат: CD, LP, digital download, cassette, streaming | 3              | 1              | —              | 22             | 14             | —              | 23             | 33             | 5              | —              |                                             |                              |

## Награды и номинации
| Год  | Награда                      | Работа        | Категория                                  | Результат |
| ---- | ---------------------------- | ------------- | ------------------------------------------ | --------- |
| 2016 | MOBO Awards                  | «Blue Lights» | Best Song                                  | Номинация |
| 2017 | MOBO Awards                  | Herself       | Best Female                                | Номинация |
| 2017 | MOBO Awards                  | Herself       | Best Newcomer                              | Номинация |
| 2017 | MOBO Awards                  | Herself       | Best R&B/Soul Act                          | Номинация |
| 2017 | BET Awards                   | Herself       | International Viewers' Choice Award        | Номинация |
| 2018 | Brit Awards                  | Herself       | Critics' Choice                            | Победа    |
| 2018 | Q Awards                     | Herself       | Q Breakthrough Act                         | Номинация |
| 2018 | AIM Independent Music Awards | Herself       | UK Breakthrough of the Year                | Победа    |
| 2018 | AIM Independent Music Awards | Herself       | Most Played New Independent Act            | Номинация |
| 2018 | AIM Independent Music Awards | Lost & Found  | Independent Album of the Year              | Номинация |
| 2018 | Mercury Prize                | Lost & Found  | Album of the Year                          | Номинация |
| 2018 | UK Music Video Awards        | «Blue Lights» | Best Urban Video — UK                      | Победа    |
| 2018 | MTV Europe Music Awards      | Herself       | Best Push                                  | Номинация |
| 2018 | Urban Music Awards           | Lost & Found  | Best Album                                 | Номинация |
| 2018 | Soul Train Music Awards      | Herself       | Best New Artist                            | Номинация |
| 2018 | Soul Train Music Awards      | Herself       | Soul Train Certified Award                 | Номинация |
| 2019 | Grammy Awards                | Herself       | Премия «Грэмми» лучшему новому исполнителю | Номинация |
| 2019 | Brit Awards                  | Herself       | Лучшая британская исполнительница          | Победа    |
| 2019 | Brit Awards                  | Herself       | British Breakthrough Act                   | Номинация |